# Coppa Agostoni 2007
La Coppa Agostoni 2007, sessantunesima edizione della corsa e valida come evento dell'UCI Europe Tour 2007 categoria 1.1, si svolse il 22 agosto 2007 su un percorso di 219 km. La vittoria fu appannaggio dell'italiano Alessandro Bertolini, che completò il percorso in 5h26'45", precedendo l'austriaco Christian Pfannberger ed il connazionale Luca Mazzanti.
Sul traguardo di Lissone 36 ciclisti, su 151 partiti dalla medesima località, portarono a termine la competizione.

## Ordine d'arrivo (Top 10)
| Pos. | Corridore             | Squadra          | Tempo    |
| ---- | --------------------- | ---------------- | -------- |
| 1    | Alessandro Bertolini  | Diquigiovanni    | 5h26'45" |
| 2    | Christian Pfannberger | ELK Haus         | a 10"    |
| 3    | Luca Mazzanti         | Panaria-Navigare | a 11"    |
| 4    | Fortunato Baliani     | Panaria-Navigare | a 13"    |
| 5    | Ivan Rovnyj           | Tinkoff          | s.t.     |
| 6    | Jaŭhen Sobal          | Cinelli          | a 27"    |
| 7    | Massimiliano Maisto   | OTC Doors        | a 2'06"  |
| 8    | Matteo Carrara        | Unibet.com       | a 2'20"  |
| 9    | Aleksandr Efimkin     | Team Barloworld  | s.t.     |
| 10   | Dario Cataldo         | Liquigas         | s.t.     |